# Teliu
Teliu (Hongaars: Keresztvár of Nyén) is een Roemeense gemeente in het district Brașov.
Teliu telt 3960 inwoners.
Teliu werd in 1361 voor het eerst genoemd als Mykofalva of Leelfalua. De laatstgenoemde naam leeft voort in de Duitse naam voor het dorp: Lylendorf. Later werd dit Thell of Kreuzburg. In de geschiedenis waren de Hongaren en Roemenen met elkaar in evenwicht in de bevolking. Pas in de laatste decennia is het aantal Roemenen groter geworden en is het een dorp geworden met een Roemeens karakter.
Pas sinds 1926 is de gemeente onderdeel van het district Brasov, daarvoor was het onderdeel van het Szeklerland, het district Covasna.

## Bevolkingssamenstelling
- 1900 - 2464 inwoners (1434 Hongaren, 1030 Roemenen)
- 1920 - 2835 inwoners (1451 Hongaren, 1369 Roemenen)
- 1940 - 2891 inwoners (1364 Hongaren, 1270 Roemenen)
- 1966 - 2405 inwoners (1462 Hongaren, 942 Roemenen)
- 1992 - 3485 inwoners (1065 Hongaren, 2416 Roemenen)